# Bahnhof Meidaimae
Der Bahnhof Meidaimae (jap. 明大前駅, Meidaimae-eki) ist ein Bahnhof auf der japanischen Insel Honshū. Er wird von der Bahngesellschaft Keiō Dentetsu betrieben und befindet sich im Tokioter Bezirk Setagaya. Benannt ist er nach der Meiji-Universität (明治大学, Meiji daigaku oder kurz 明大, Meidai).

## Verbindungen
Meidaimae ist ein Kreuzungsbahnhof, an dem sich zwei Linien der Bahngesellschaft Keiō Dentetsu auf unterschiedlichen Ebenen kreuzen. Auf der oberen Ebene verläuft die Keiō-Linie von Shinjuku nach Keiō-Hachiōji, auf der unteren Ebene die Keiō Inokashira-Linie von Shibuya nach Kichijōji. Die vom Verkehrsaufkommen her bedeutendere Strecke ist die Keiō-Linie. Mit Ausnahme des Keio Liner halten in Meidaimae sämtliche Schnell-, Eil- und Nahverkehrszüge. Diese verkehren in westlicher Richtung nach Keiō-Hachiōji, Takaosanguchi und Hashimoto, in östlicher Richtung verkehren sie nach Shinjuku oder werden dort zur Toei Shinjuku-Linie durchgebunden. Tagsüber werden stündlich bis zu 21 Züge angeboten, während der morgendlichen Hauptverkehrszeit sogar 27. Auf der Keiō Inokashira-Linie verkehren Eil- und Nahverkehrszüge abwechselnd alle sechs bis acht Minuten, was zusammen einen Drei- bzw. Vierminutentakt ergibt; während der morgendlichen Hauptverkehrszeit fahren nur Nahverkehrszüge in einem Zwei- bis Vierminutentakt. Der Bahnhof wird nicht von Buslinien bedient.

## Anlage
Der dreigeschossige Turmbahnhof steht im Norden des zum Bezirk Setagaya gehörenden Stadtteils Matsubara. Etwa 200 Meter weiter nördlich liegt im Bezirk Suginami der Izumi-Campus der Meiji-Universität. Von Osten nach Westen ausgerichtet ist der Bahnhofteil der Keiō-Linie. Er befindet sich im Obergeschoss auf einem Viadukt und besitzt zwei Gleise an zwei vollständig überdachten Seitenbahnsteigen. Beinahe rechtwinklig dazu erstreckt sich der von Süden nach Norden ausgerichtete Bahnhofteil der Keiō Inokashira-Linie. Dieser befindet sich auf der untersten Ebene in einem Einschnitt und verfügt ebenfalls über zwei Gleise an zwei teilweise überdachten Seitenbahnsteigen. Aufgrund unterschiedlicher Spurweiten (1372 mm bzw. 1067 mm) besteht keine Gleisverbindung zwischen beiden Strecken.
Im Erdgeschoss zwischen den Verkehrsebenen ist unter dem Viadukt das Empfangsgebäude angeordnet, das die Funktion einer Verteilerebene übernimmt. Dort stehen auch die Bahnsteigsperren. Treppen, Aufzüge und Rolltreppen stellen die Verbindung zu den Bahnsteigen her. Im Februar 2001 installierte die New Energy and Industrial Technology Development Organization auf den Bahnsteigdächern eine Solaranlage, die den gesamten Strombedarf des Bahnhofs vor Ort produziert. An die Nordwestseite des Bahnhofs angebaut ist das Einkaufszentrum Frente Meidaimae (フレンテ明大前), das wie die Bahngesellschaft zur Keio Group gehört (Frente ist spanisch und bedeutet „Front“).
Im Fiskaljahr 2018 nutzten durchschnittlich 110.244 Fahrgäste täglich den Bahnhof.

## Bilder

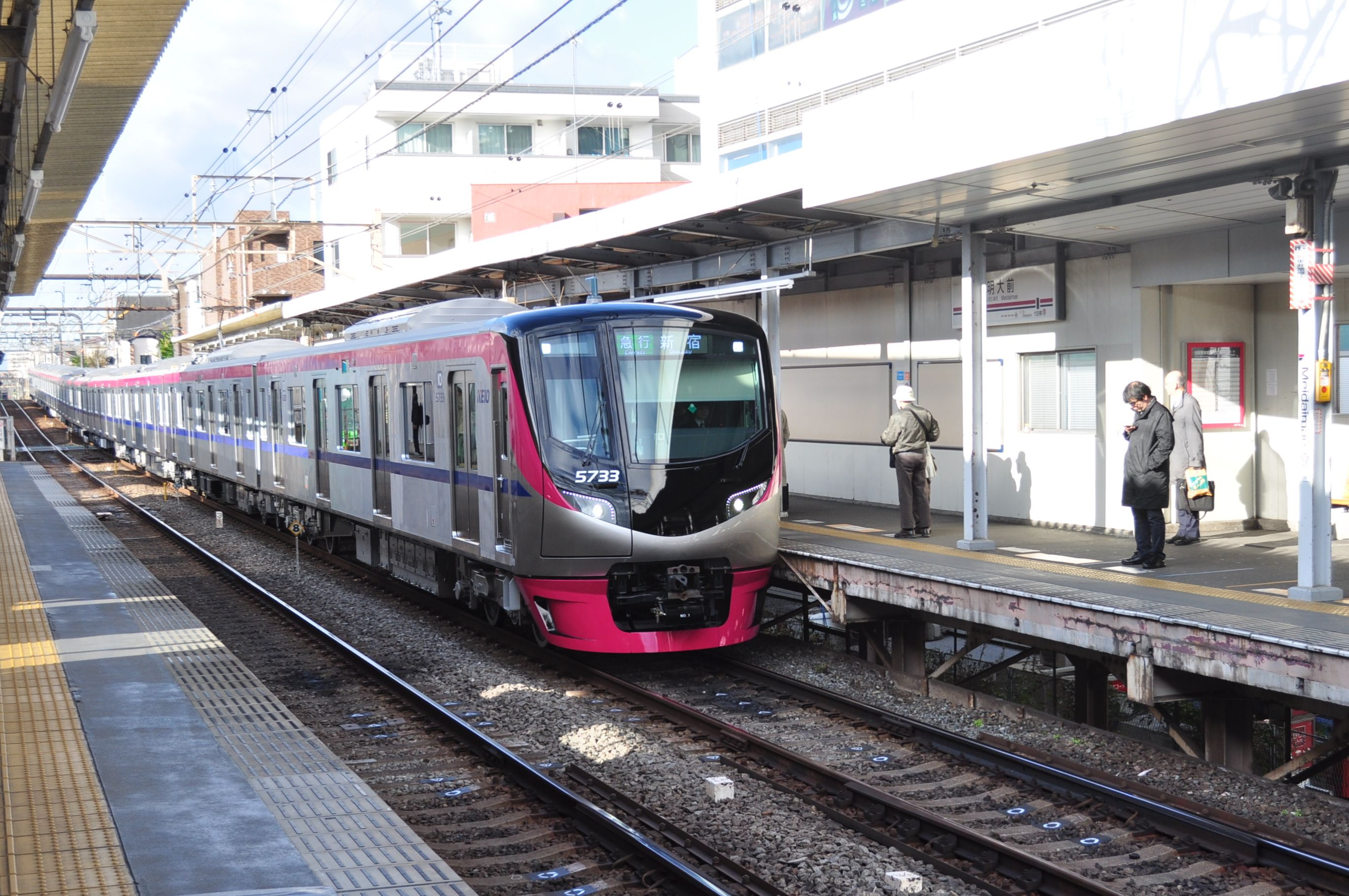
Bahnsteige der Keiō-Linie
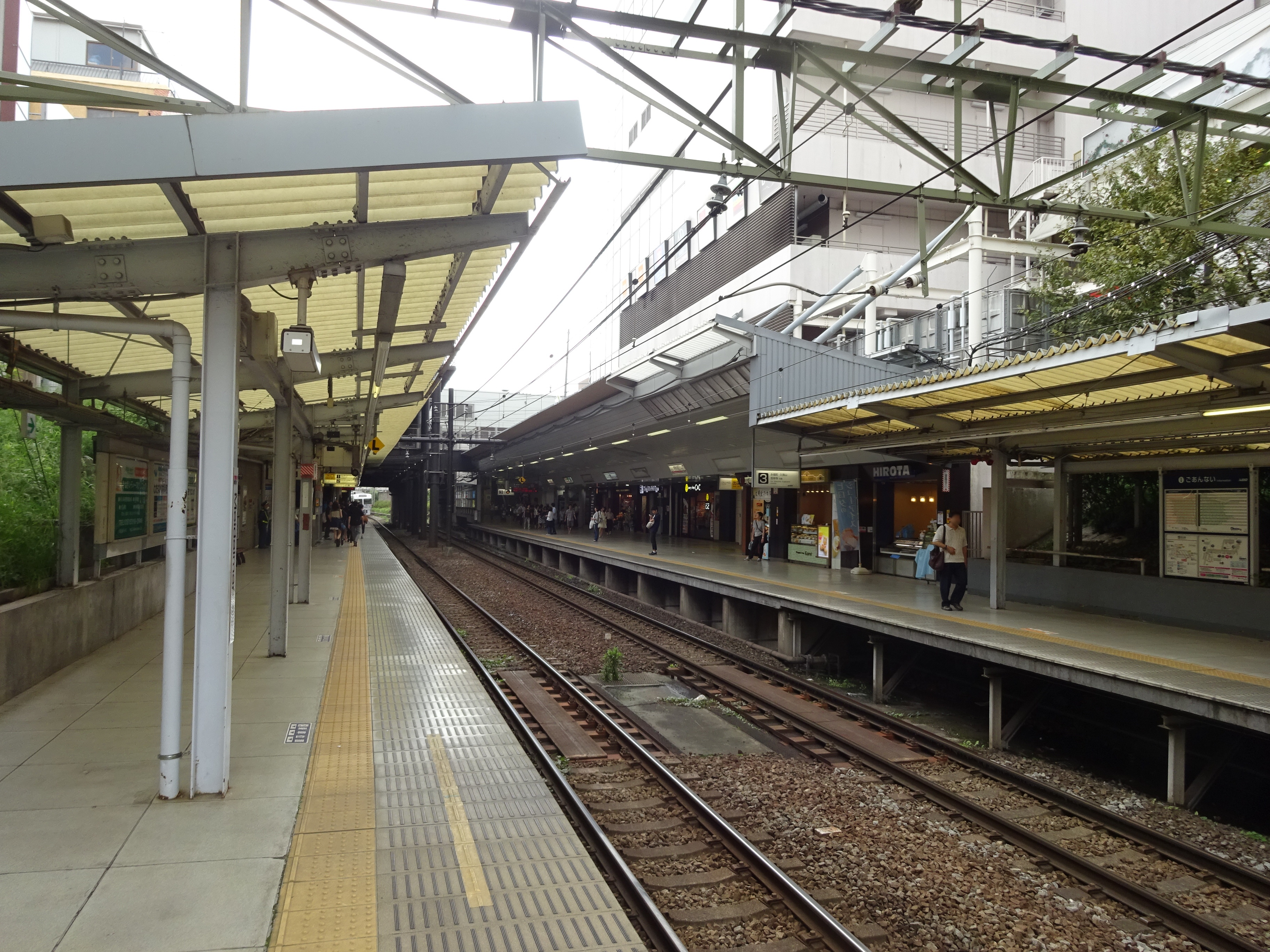
Bahnsteige der Inokashira-Linie
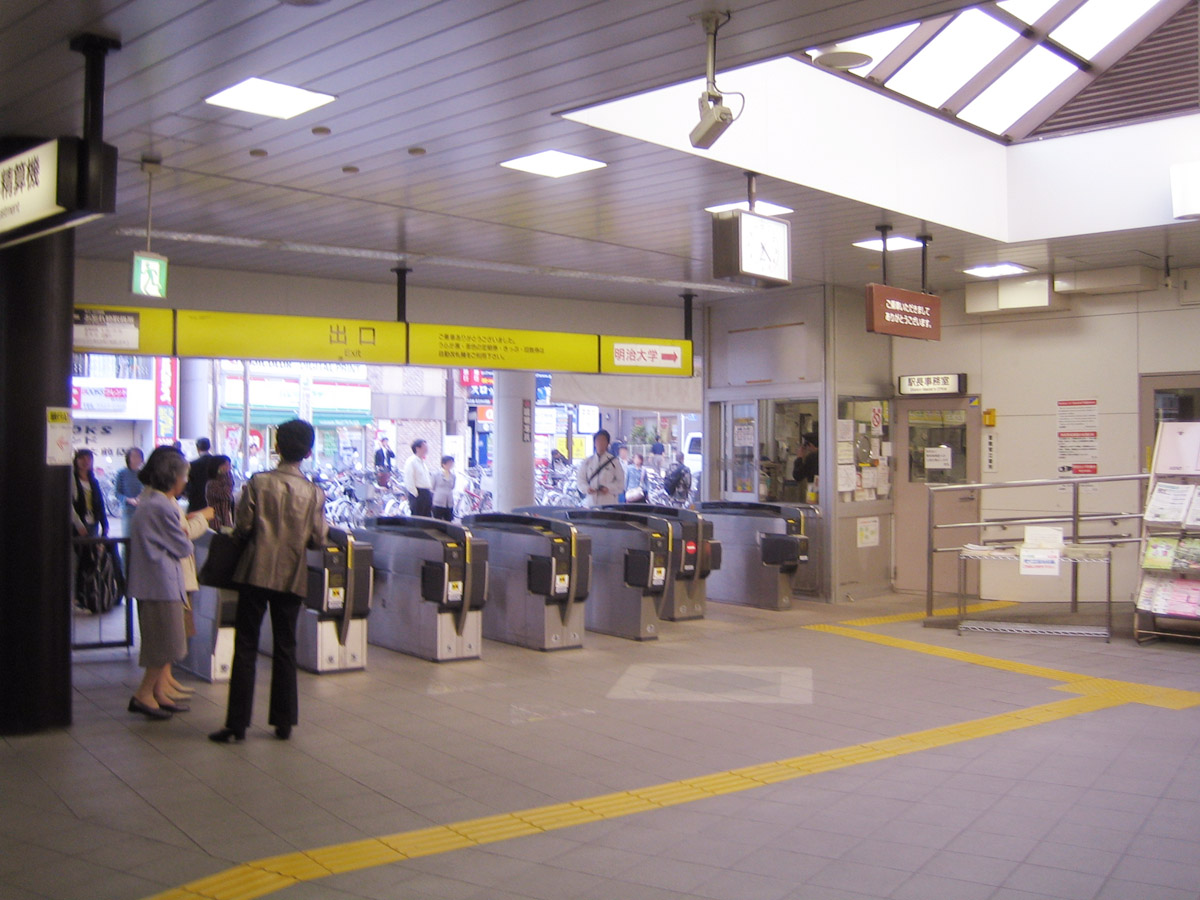
Bahnsteigsperren

## Gleise
| 1 | ▉ Keiō-Linie            | Chōfu • Hashimoto • Fuchū • Keiō-Hachiōji • Takaosanguchi |
| 2 | ▉ Keiō-Linie            | Sasazuka • Shinjuku                                       |
| 3 | ▉ Keiō Inokashira-Linie | Kichijōji                                                 |
| 4 | ▉ Keiō Inokashira-Linie | Shimo-Kitazawa • Shibuya                                  |

## Linien
| Verlauf der Keiō-Linie |
| --- |
| Shinjuku • Hatsudai • Hatagaya • Sasazuka • Daitabashi • Meidaimae • Shimo-Takaido • Sakurajōsui • Kami-Kitazawa • Hachimanyama • Roka-kōen • Chitose-Karasuyama • Sengawa • Tsutsujigaoka • Shibasaki • Kokuryō • Fuda • Chōfu • Nishi-Chōfu • Tobitakyū • Musashinodai • Tama-Reien • Higashi-Fuchū • Fuchū • Bubaigawara • Nakagawara • Seiseki-Sakuragaoka • Mogusaen • Takahatafudō • Minamidaira • Hirayamajōshi-kōen • Naganuma • Kitano • Keiō-Hachiōji |

| Verlauf der Keiō Inokashira-Linie |
| --- |
| Shibuya • Shinsen • Komaba-Tōdaimae • Ikenoue • Shimo-Kitazawa • Shindaita • Higashi-Matsubara • Meidaimae • Eifukuchō • Nishi-Eifuku • Hamadayama • Takaido • Fujimigaoka • Kugayama • Mitakadai • Inokashira-kōen • Kichijōji |

## Geschichte
Die Keiō Denki Kidō eröffnete am 15. April 1913 das erste Teilstück der Keiō-Linie zwischen Sasazuka und Chōfu. Am selben Tag nahm sie auch den Bahnhof Kayakukomae (火薬庫前) in Betrieb, der nach einem nahe gelegenen Schießpulverdepot der Kaiserlich Japanischen Armee benannt war. 1917 erfolgte die Umbenennung in Matsubara (松原), nach dem gleichnamigen Dorf in der Nähe. Am 1. August 1935 eröffnete eine weitere Bahngesellschaft, die Teito Dentetsu, den ersten Abschnitt der heutigen Keiō Inokashira-Linie zwischen Shibuya und Inokashira-kōen. Ihr Bahnhof grenzte unmittelbar an den älteren, trug aber den Namen Nishi-Matsubara (西松原, dt. „West-Matsubara“). In den frühen 1930er Jahren entstand auf dem Gelände des früheren Schießpulverdepots der Izumi-Campus der Meiji-Universität, weshalb beide Bahnhofteile am 8. Februar 1935 den neuen gemeinsamen Namen Meidaimae („vor der Meiji-Universität“) erhielten.
1942 ging die Keiō Denki Kidō im Daitōkyū-Konglomerat auf, zwei Jahre später auch die Teito Dentetsu, womit der Bahnhof nun unter der Kontrolle einer einzigen Bahngesellschaft stand. Mit der Auflösung des Konglomerats war ab 1. Juni 1948 die Keiō Teito Dentetsu (seit 1998 Keiō Dentetsu) zuständig. Der Bahnhof wurde seither mehrmals erweitert und modernisiert, um mit der wachsenden Fahrgastzahl Schritt zu halten. Am 24. Mai 2007 erfolgte die Eröffnung des Einkaufszentrums Frente Meidaimae.